# Риш, Олег Маркович
Риш Олег Маркович (род. 23 января 1948, Самарканд) – один из первых Мастеров и популяризаторов каратэ в России, участник и призер первых международных и всесоюзных соревнований, создатель и первый президент СВЕЛ (Союз восточных единоборств Ленинграда, 1989 г), сторонник спортивного, интеллектуального направления карате, Заслуженный мастер боевых искусств, Заслуженный тренер боевых искусств России.

## Биография
Родился 23 января 1948 года в Самарканде. Начал заниматься спортом в школе. Неоднократный чемпион Узбекистана по барьерному бегу. Основы карате изучал у Альфата Макашева, одного из родоначальников восточных боевых искусств России, в Ленинграде.
Один из первых чемпионов Ленинграда по карате. Победитель ряда международных соревнований.
В 1978 г. организовал визит в Самарканд одного из корифеев прикладного каратэ Германа Попова и встречу местных спортсменов в зале Дома Офицеров. Зал был переполнен.
Призер первого чемпионата Ленинграда 1979 года в СК «Петроградец».
Подготовил десятки инструкторов карате в г. Ленинграде-Санкт-Петербурге.
В 1989 году являлся инициатором создания единой организации, объединяющей все виды восточных единоборств Ленинграда - Союза восточных единоборств Ленинграда (СВЭЛ), которая много сделала для отмены запрета карате в России, введенного в 1984 г. Очевидец тех событий Евгений Голицын вспоминает: "мы проводили подготовительные аттестации, читали лекции, вели учебные курсы… Мы делали все возможное, чтобы карате вышло из тени".
Призер первого международного русско-японского турнира по карате городов-побратимов Ленинград-Осака, прошедшего в августе 1981 года в Ленинграде в СКК «Юбилейный», заняв второе место, проиграв в финале турнира чемпиону мира 1980 года по карате Осаме Комикадо, 8 дан (Япония) и победив Сигеро Мито (Япония) (5, 11).
Личный тренер своего родного брата – Арнольда Риша, неоднократного чемпиона СССР по карате мастера спорта по карате, чемпиона Ленинграда по карате 1979, 1980, 1981, 1982 гг, двукратного чемпиона Советского союза по карате (1980 СКК «Юбилейный», г. Ленинград,  февраль 1981 г. г. Ташкент), победителя международных турниров, 7 дан, Заслуженного мастера боевых искусств России, Заслуженного тренера России по дзюдо.
Братья Риш являются друзьями легендарного бойца и звезды Голливуда Чака Норриса, основателя школы UFAF, Лас-Вегас, США.
В 1992 году совместно организовали первый ознакомительный визит спортсменов школы UFAF в Ленинград для обмена опытом и совместных тренировок с ведущими спортсменами города в Комплексной Школе Высшего Спортивного Мастерства (КШВСМ) на Каменноостровском проспекте Санкт-Петербурга, что являлось признанием высокого уровня подготовки питерских каратистов на международной арене.
В 1992 году Олег и Арнольд выполнили нормативы на степень черного пояса и стали представителями школы UFAF в России, совместно проводили соревнования представителей школы UFAF и Российских спортсменов в Санкт-Петербурге и Самарканде.
Олег Риш является обладателем 8-го дана традиционного каратэ Aikijujutsu Санкт-Петербург, Россия.
В настоящее время продолжает наставническую и исследовательскую деятельность в области восточных единоборств в одном из спортивных клубов Санкт-Петербурга.

## Спортивные результаты
- Мастер спорта по легкой атлетике;
- Призер соревнований «Большой кубок Таллина» 26-29 мая 1976 г., 3-е место по кумите в весе до 75 кг, уступив Э. Карвинен (Финляндия) и В. Менгел (Эстония);
- Призер первого международного русско-японского турнира по карате Ленинград-Осака прошедшего в марте 1982, 2-е место;
- 4 дан WUKO, СОК России 1992 г;
- 4 дан, UFAF;
- 8 дан, traditional karate, international center Aikijujutsu SPb, Russia.

## Достижения
- Заслуженный мастер боевых искусств России;
- Заслуженный тренер боевых искусств России;
- Почетный член клуба "Хранители Традиций Боевых Искусств" под эгидой РСБИ, СПб;
- Кандидат физико-математических наук, 1978 г.;
- Автор изобретения по автоматическому анализу химического состава газов, авторское свидетельство СССР У 1043542, кл. G 01 М 25/36, 1980.